# Éléphant blanc (animal)
Pour les articles homonymes, voir Éléphant blanc.

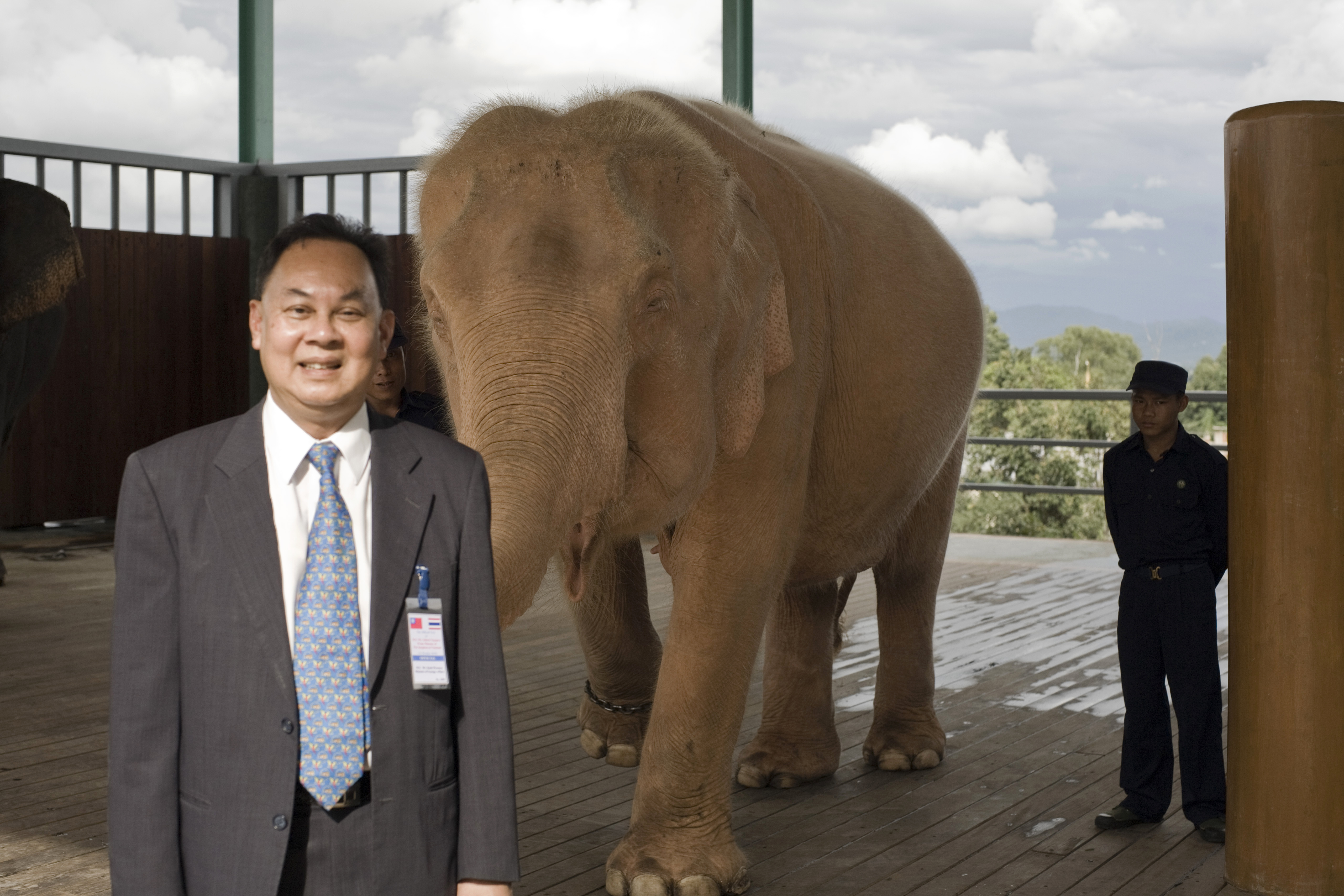
Un éléphant blanc à Naypyidaw, capitale administrative de la Birmanie.

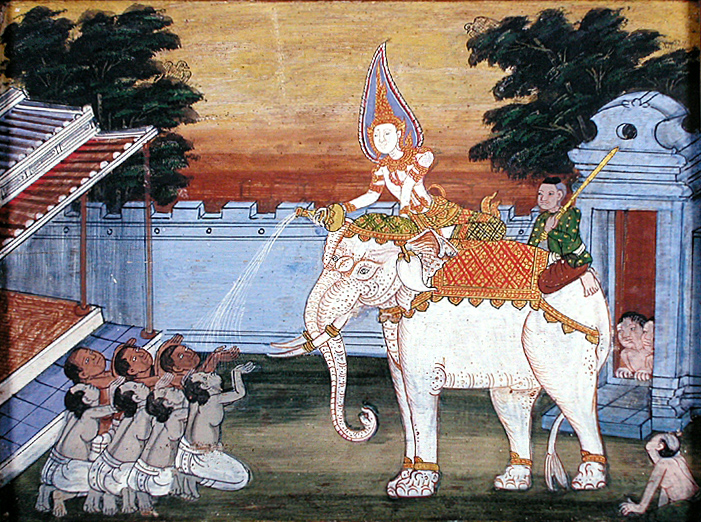
Un éléphant blanc dans l'art thaï du XIXe siècle.

Un éléphant blanc est un éléphant albinos. Extrêmement rares, les éléphants blancs sont considérés en Asie comme des joyaux inestimables. Leur particularité est perçue comme une manifestation visible de leur origine divine ; en conséquence de quoi, on croit depuis toujours qu'ils sont dotés de pouvoirs magiques.
Dans l'hindouisme, la monture (vahana) du dieu Indra est un éléphant blanc, Airavata, souvent représenté avec plusieurs têtes. Dans le bouddhisme, la mère du Bouddha (Siddhartha Gautama) est censée avoir rêvé au cours de sa grossesse d'un éléphant blanc qui lui offrait une fleur de lotus, symbole de pureté,.
À l'époque historique, deux éléphants blancs ont été offerts à des souverains européens : Abul-Abbas († 810) à Charlemagne et Hanno († 1516) au pape Léon X.

## L'éléphant blanc en Asie du Sud-Est
En Asie du Sud-Est, la possession d'un éléphant blanc est l'apanage des rois et des princes. C'est un symbole royal de souveraineté.
Lorsqu'à la fin du XIIIe siècle, Wareru envoya un tribut à son beau-père Ramkhamhaeng, roi de Sukhothaï (dans l'actuelle Thaïlande), celui-ci le reconnut comme roi d'Hanthawaddy (dans l'actuelle Basse-Birmanie) en lui faisant présent d'un éléphant blanc. De même, l'Ordre de l'Éléphant blanc a été créé par le roi Rama IV en 1861 pour être remis aux souverains étrangers.

Drapeau du Royaume du Laos de 1952 à 1975.

L'éléphant blanc figurait sur les drapeaux et les armoiries du Siam (nom de la Thaïlande avant 1939) : En 1802, Rama II ajoute au drapeau rouge du Siam un éléphant blanc entouré d'une roue dont les éléments symbolisaient la proue de ses navires selon une source journalistique ou plutôt d'une roue de Vishnou (Chakra) selon une source académique. Puis en 1851, Rama IV fait retirer la roue pour des raisons de visibilité : c'est donc alors un drapeau rouge avec un éléphant blanc jusqu'en 1916. Actuellement, l'éléphant blanc ne figure plus que sur le drapeau de la marine de guerre thaïlandaise.

Drapeau du Siam, 1817-1855
Drapeau du Siam, 1855-1916
Pavillon naval 1917-présent

L'éléphant blanc à trois têtes, c'est-à-dire Airavata, monture du dieu Indra, figurait sur les drapeaux du Protectorat français du Laos (1893-1954) et du Royaume du Laos (1946-1975). 
Dans l'ancienne Birmanie (aujourd'hui République de l'Union du Myanmar), plusieurs souverains ont porté le titre royal de Hsinbyushin (seigneur de l'éléphant blanc), notamment Binnya U (1323-1384), Thihathu de Myinsaing et Pinya (1265–1324), Thihathu d'Ava (1395-1426) et le plus connu, Hsinbyushin de la dynastie Konbaung (1736-1776).

## Abul-Abbas, l'éléphant blanc de Charlemagne
En 797, Charlemagne avait envoyé à Hâroun ar-Rachîd, calife de Bagdad, une ambassade menée par un marchand juif, Isaac, connaisseur de la langue arabe. Celui-ci en revint cinq ans plus tard, le 20 juillet 802. Passé par Jérusalem, puis longeant la rive sud de la Méditerranée jusqu'à Carthage, il y avait pris le bateau et débarqua à Marseille. Il atteignit Portovenere en octobre 801, passa l'hiver à Verceil, et au printemps remonta probablement la vallée du Rhône, jusqu'à la résidence de l'empereur à Aix-la-Chapelle, où il arriva le 1er juillet 802.
Parmi les précieux cadeaux dont il était porteur se trouvait un éléphant blanc d'origine indienne, qui fit forte impression. On le prénomma Abul Abbas, le « père d'Abbâs » et Charlemagne l’exhiba à plusieurs occasions devant ses hôtes de marque. Il fut logé à Augsbourg, en Bavière du Sud. En 804, lorsque le roi Godfried de Danemark attaqua un village, Charlemagne envoya son éléphant avec les troupes qu'il mobilisa contre lui.
Abul-Abbas avait une quarantaine d'années et s'adapta mal au climat européen. Il mourut de pneumonie dans la ménagerie d'Aix-la-Chapelle en 810, probablement après avoir nagé dans le Rhin. 
Le souvenir de l'éléphant blanc perdure : le trésor de la cathédrale d'Aix-la-Chapelle conserve un olifant (cor) en ivoire qui selon la légende passe pour être une des deux défenses d'Abul-Abas ; dans certains jeux d’échecs, si le fou se présente sous la forme d’un éléphant on le doit, dit-on, à Abul-Abas, l’éléphant blanc de Charlemagne. (NB : le fou (fol en ancien français) s'appelle fîl (« éléphant ») en arabe.)

## Hanno, l'éléphant blanc de Léon X

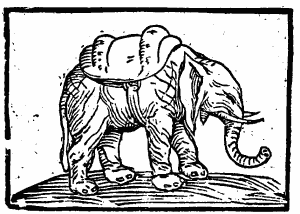
Hanno, gravure sur bois, c. 1514.

Hanno fut offert par le roi Manuel Ier de Portugal (1469-1521) au pape Léon X (1475-1521) pour son couronnement. Il est arrivé à Rome en 1514 et mort deux ans plus tard.

## Les éléphants blancs dans la fiction
L'écrivain français George Sand publie en 1876 dans ses Contes d'une grand-mère un récit fantastique, « Le chien et la fleur sacrée », où il est question des éléphants blancs sacrés d'Asie au XIXe siècle.

## Éléphant blanc au cinéma
Le plus ancien long métrage thaïlandais encore existant, sorti en 1940 et réalisé par Pridi Banomyong, s'appelle The King of the White Elephant.